# 李堈
李 堈（り こう、朝鮮語: 이강〈イ・ガン〉、1877年3月30日 - 1955年8月16日）は、大韓帝国の皇族（王）、のち大日本帝国の公族。朝鮮第26代国王・大韓帝国初代皇帝高宗の五男。

## 生涯

### 韓国併合以前
朝鮮国王高宗の五男として誕生する。母は貴人張氏（出産当時は承恩尚宮だった）。異母兄に純宗、異母弟に皇太子・李王となった李垠がいる。幼名は平吉（ピョンギル）。朝鮮王朝の慣例では、国王の庶子は世子が10歳になるまで宮中に入ることはできなかったため、哲宗の女婿朴泳孝のもとで育てられた。その後も興宣大院君の反対でなかなか王子として認知されず、庶民的な生活を強いられた。素行は荒れ、市中の無頼とも付き合うようになったという。
数え年16歳となった1892年の1月28日にようやく義和君の称号を与えられ、宮中に伺候できるようになった。翌1893年に金思濬の娘と結婚する。1894年に日清戦争の祝賀使として日本に訪問した。1895年8月にはヨーロッパに対する特派大使に任じられていたが、10月2日に依願免官していた。10月8日に乙未事変が発生すると、翌日李堈はアメリカ人宣教師の家に避難した。10月13日には再び特派大使に任じられ、10月27日に日本に向けて出国した。父の高宗によれば、李堈は閔妃を殺したのは大院君の一家の陰謀によるものだと考えており、大院君一家への陰謀を企てていたのが露見したためであったという。朝鮮政府は帰国を命じたが、李堈は勅命でなければ応じないと抵抗し、大使の任を解かれて留学生の身分で日本に滞在することとなった。
日本での李堈の生活は模範的なものではなく、朝鮮の伝統的な服装で訪問した朝鮮の官僚の髷をいきなり切り落とすという行動に出ることもあった。1896年1月26日には高宗の依頼で福沢諭吉が監督役となったが、夜遊びや散財を繰り返すなどその生活は改まることなく、アメリカ留学が命じられた。
1897年5月22日に日本を出国し、翌年に一旦帰国して再度渡米した。1900年に朝鮮は大韓帝国となり、義王に封じられた。さらに1901年にはロアノーク大学に入学した。アメリカでも3人の女性との恋愛沙汰が報じられ、1903年3月1日には「アメリカ人の自由とアメリカの独立に魅了され、祖国の王冠を放棄する」という声明を『ニューヨーク・ヘラルド』紙に公表した。
1905年2月には日本に戻ったが、高宗はアメリカ留学中の評判が極めて悪かったことから、伊藤博文か井上馨の監督でもう3～4年留学させられないかと要請している。1906年4月に帰国し、大韓帝国最高位の勲章である大勲位金尺大綬章が授与された。翌年に兄の純宗が即位した際も、皇太子には任ぜられなかった。

### 公
韓国併合により1910年8月、「公」位を受けて恩賜公債84万円を賜り、日本の公族の身分となった。李堈家は、併合前の財産と恩賜公債の利子、慶尚南道や咸鏡南道の漁業権を貸与することで年間4万円の収入があったが、用途については李王職が監督を行っていた。李堈はそれに反発し李王職の干渉を廃するよう要求している。一方で李堈は李王職の承諾を得ないまま借金をして遊興費に当てる、漁業権の二重貸与で手付金を騙し取るなどの行為を行っていた。また屋敷に妓生を呼んで宴会を行ったり、気に入らない事務官に銃口を向けて威嚇するなど乱行が目立った。
1914年には李王職が李堈の品行を是正するための協議を行ったが、李完用らは李王職の日本人官吏が考えた手ぬるい方法では公家は破産すると反発し、公家の財産を保全するためには李堈を隠居させるしか方策がないと結論づけた。ところが当時、王公族には隠居の法的根拠がなく、民法の規定である満60歳に達していない李堈を隠居させることはできなかった。また兄の李王が王家の祭祀を代行するよう頼んでも病気と称して拒絶し、王家の行事についてもたびたび欠席した。一方で皇室の行事には積極的に参加した。明治天皇が崩御した際は、王公族の中でただひとり、一年間喪服と喪章をつけて喪に服していたという。
1919年11月、朝鮮独立運動組織「大同団」が李堈に「金は出すから、朝鮮から出て独立運動の象徴となってほしい」と彼を騙し、上海に拉致しようとした。李堈は国境付近の中国安東県で保護されたが、特に処分などは行われなかった。しかし監視が厳しくなったことには耐えられず、一ヶ月後には生活が保証されるのであれば公の身分を捨てて平民になりたいと朝鮮総督府に要望し、1925年5月15日には摂政宮裕仁親王に同様の趣旨を述べた陳情書を提出している。李王職と李王は始末書を書かせてことを収めようとするが、李堈は不満を漏らしてこれを受け入れなかった。12月4日には朝鮮総督府に呼び出され、陳情書を取り下げるよう促された。この時李堈は素直に非を認め、陳情書の取り下げに応じている。
一方で私生活の乱行も収まらず、1925年頃には7名の妾のために毎年9200円の支出を行い、1927年には李王家から8万円の経費を支出してもらうことでようやく家政を維持する有様であった。恩賜公債も債務整理のために全て売却されている。
王公家軌範制定後の1930年6月12日に隠居し、公位は長男の李鍵が継承した。隠居しても公族の身分はそのままであり、殿下の敬称で呼ばれた。また、李王家から年間12万円の生活費が支給されている。

## 栄典
- 1906年4月9日（光武10年） - 大勲位金尺大綬章[12]
- 1924年（大正13年）1月8日  - 大勲位菊花大綬章[13]
- 1930年（昭和5年）12月5日 - 帝都復興記念章[14]
- 1940年（昭和15年）8月15日 - 紀元二千六百年祝典記念章[15]

李堈妃金氏
- 1924年（大正13年）1月8日 - 勲二等宝冠章[16]
- 1940年（昭和15年）8月15日 - 紀元二千六百年祝典記念章[15]

## 家族
父は高宗。母は貴人張氏（出産当時は承恩尚宮だった）。異母兄に純宗、異母弟に李垠（妻は梨本宮家方子女王）、異母妹に徳恵翁主（夫は宗武志）。
妃は金修德（金思濬長女、1880年1月21日 - 1964年1月14日）である。1893年12月6日に結婚した。この他に数多くの側室や妾（鄭氏、金興仁、鄭雲石、曺秉淑、李喜春、金貞完、朴英喜、宋氏、金昌煕、金今德、咸開鳳、金蕙洙、洪貞順など）がいる。1958年に行われた調査では、夫人が18名、子女は28人いたというが、子供のうち、公族として認知されたのは李鍵と李鍝の2名のみであった。
- 長男 李鍵（り けん、1909年 - 1990年）
母は侍女の鄭氏。1930年の李堈隠居に伴い公位を継承、1947年5月3日の日本国憲法施行前後で公族の身分を喪失。日本に帰化し、桃山虔一を名乗る。虔一の回想によれば、母とは会ったことがなく、幼少期には李堈に「早く日本に行ってしまえ」「朝鮮に永くいるな」と暴言を吐かれていたという[18]。
  - 鍵公妃 誠子（よしこ、1911年 - 2006年）
伯爵廣橋眞光の養妹。高松松平家分家の松平胖長女。1931年結婚、1951年離婚。2男1女のうち1男1女は母親が引き取る。
- 次男 李鍝（り ぐう、1912年 - 1945年）
母は側室金興仁。興宣大院君（高宗の父）の嫡孫・李埈公の公位を継承する。広島で原爆により死亡。
  - 鍝公妃 朴賛珠（1914年 - 1995年）
朝鮮貴族の侯爵朴泳孝の孫娘。1935年結婚。終戦時、次男とともに京城府（ソウル）にいたため、在日朝鮮人とはならず、韓国籍に移行。

- 三男 鎊（パン、1914年 - 1951年）
- 四男 鎗（チャン、1915年 - ）
- 五男 鑄（チュ、1918年 - 1982年）
- 六男 錕（コン、1920年 - ）
- 七男 鑛（クァン、1921年 - 1952年）
- 八男 鉉（ヒョン、1922年 - 1998年）
- 九男 鉀（カプ、1938年 - 2014年） 李源の父。
- 十男 錫（ソク、1941年 - ）全州李氏宗親会会長
- 十一男 鍰（ファン、1944年 - ）
- 十二男 錠（チョン、1947年 - ）

- 長女 海琬（ヘワン、1915年 - 1981年）
- 次女 海瑗（ヘウォン、1919年 - 2020年）
- 三女 海珺（ヘチュン、1920年 - 2009年） 夫：朴賛汎（離縁）
- 四女 海璛（ヘソク、1920年 - ）
- 五女 海瓊（ヘギョン、1930年 - ）
- 六女 恵子（ヒジャ、1940年 - ）
- 七女 海珃（ヘラン、1944年 - ）
- 八女 海瑢（ヘリョン、1950年 - ）
- 九女 昌恵（チャンヒ、1951年 - ）

## 系図
李堈の親類・近親・祖先の詳細